# Скафидья
Скафидья́ (греч. Σκαφιδιά) — деревня в Греции. Входит в общину (дим) Пиргос в периферийной единице Элиде в периферии Западной Греции. Деревня находится на побережье Ионического моря, у подножья холма, в 1 км к северу от Левендохориона (Λεβεντοχώριον), в 3 км к юго-западу от Миртеи (Μυρτέα), в 11 км к северо-западу от Пиргоса. Население Скафидьи 122 жителя по переписи 2011 года. Ранее на месте Скафидьи был древнегреческий город Диспонтий. Также рядом с деревней сохранились руины древнеримских бань.
В Скафидье имеется старинный Свято-Успенский женский монастырь в церкви которого хранится Скафидийская икона Божьей матери (Παναγίας της Σκαφιδιώτισσας ή Σκαφιδιάς).
В окрестностях Скафидьи, в Патрониколеике (Πατρονικολαίικα) находится пятизвёздочный гостиничный комплекс «Альдемар Олимпиэн Виллидж/Ройял Олимпиэн Отель».

## Общинное сообщество Скафидья
В общинное сообщество Скафидья входят 4 населённых пунктов. Население 211 жителей по переписи 2011 года. Площадь 3,424 квадратных километров.
| Наименование   | Население (2011), человек |
| -------------- | ------------------------- |
| Калакеика      | 85                        |
| Монастырь      | 4                         |
| Патрониколеика | 0                         |
| Скафидья       | 122                       |

## Население
| Год  | Население, человек |
| ---- | ------------------ |
| 1991 | 73                 |
| 2001 | 130                |
| 2011 | ↘ 122              |